# Lance Jeter
Lance Lamar Jeter (Beaver Falls, 18 luglio 1988) è un ex cestista statunitense.

## Palmarès
- Campionato olandese: 2

Donar Groningen: 2015-16, 2016-17
- Coppa d'Olanda: 2

Donar Groningen: 2015, 2017
- Supercoppa polacca: 1

Trefl Sopot: 2013